# Mk III Valentine
L'Infantry Tank Mk III "Valentine" era un carro armato per fanteria prodotto dal Regno Unito durante la seconda guerra mondiale. Il Valentine era concepito come carro d'appoggio per la fanteria. Sviluppato dalla Vickers-Armstrongs, si rivelò particolarmente affidabile; il principale problema era rappresentato dal debole cannone 2 libbre, che armava la maggioranza delle versioni prodotte. Ne furono costruiti più di 8000, in 11 diverse versioni più numerose varianti: un quarto dell'intera produzione britannica di carri armati durante gli anni della guerra. Il Valentine fu uno carri protagonisti durante la Campagna del Nordafrica. Fra il 1941 e il 1943, un grande numero di esemplari fu venduto all'Unione Sovietica. Lo scafo del Valentine fu utilizzato come base per la produzione dei semoventi d'artiglieria Bishop e dei cacciacarri Archer.

## Storia

### Sviluppo
Il carro Valentine fu sviluppato nel 1938, dalle fabbriche Vickers-Armstrongs, a partire dai modelli A9, A10 e A11, conosciuti rispettivamente come Cruiser Mk I, Cruiser Mk II e Mk I Matilda. L'obiettivo principale del progetto era di mantenere un'elevata corazzatura, coniugandola a basso peso, ridotte dimensioni e torretta biposto dotata di cannone 2 libbre. L'intenzione era di sfruttare al massimo componenti (motore, trasmissione, sospensioni) già provate e collaudate, provenienti dai carri A9, A10, A11.
Il War Office inizialmente espresse delle perplessità, poiché considerava necessario una torretta abitabile da tre persone, per meglio suddividere i compiti e lasciare il comandante libero dalle mansioni legate all'utilizzo del cannone. Tuttavia, l'evolversi della situazione politica in Europa rese indispensabile una rapida accelerazione nello sviluppo degli armamenti; le perplessità furono accantonate e il progetto del veicolo fu accettato nell'aprile 1939. I primi prototipi furono testati nel maggio 1940; i test diedero esito positivo e il modello fu rapidamente mandato in produzione con la denominazione di Infantry Tank Mk III "Valentine". Non fu necessario costruire modelli pre-serie, poiché la maggior parte della meccanica derivava direttamente dal collaudato carro Cruiser Mk II. I primi esemplari entrarono in servizio nel luglio 1940.

### Produzione
Il Valentine fu prodotto da tre diverse industrie:
- Vickers-Armstrongs Ltd., stabilimento di Elswick, vicino a Newcastle upon Tyne. 2515 esemplari prodotti.
- Metropolitan-Cammell Carriage and Wagon Co. Ltd., una consociata della Vickers. 2135 esemplari prodotti.
- Birmingham Railway Carriage and Wagon Co. Ltd.. 2205 esemplari prodotti.

Il primo Valentine fu consegnato dalla Vickers nel maggio 1940; le altre due industrie completarono i loro primi esemplari nel luglio dello stesso anno. La produzione della sola Vickers fu di 10 carri nel giugno 1940; un anno dopo era salita a 42 esemplari al mese. Nel 1942 la produzione continuò ad aumentare fino a toccare le 20 unità alla settimana nel 1943.
Complessivamente, nel Regno Unito, furono costruiti 6855 esemplari, compresi alcuni veicoli speciali basati sullo scafo del Valentine.
Il Valentine fu inoltre prodotto in Canada, a partire dal 1940:
- Canadian Pacific Railway, stabilimento di Montréal. 1420 esemplari prodotti

Il primo esemplare canadese fu consegnato nel giugno del 1941; nell'autunno dello stesso anno la produzione era a pieno regime e raggiunse gli 80 esemplari al mese. L'ultimo esemplare fu costruito a metà del 1943.
Complessivamente furono prodotti 8275 esemplari; il Valentine risulta essere il carro prodotto in maggior numero dal Commonwealth durante la seconda guerra mondiale.

### Impiego operativo
Il Valentine era stato sviluppato come carro di supporto alla fanteria; i primi esemplari prodotti furono distribuiti fra le brigate corazzate dell'esercito. Tuttavia nel 1940-41 la crescente necessità di formare nuove divisioni corazzate obbligò a riconsiderare il ruolo del carro, che divenne parte integrante della 6ª, 8ª e 11ª divisione corazzata. Fra queste unità furono distribuiti circa 900 Valentine. La 23ª brigata dell'8ª divisione venne dislocata sui campi di battaglia africani, in appoggio alla divisione Neozelandese e alla 9ª divisione Australiana. Nel 1942, durante la prima battaglia di El Alamein subì pesanti perdite. Nell'agosto dello stesso anno raggiunse l'Egitto anche la 24ª brigata, sempre equipaggiata con carri Valentine. Altre unità britanniche dislocate in Medio Oriente furono equipaggiate, completamente o parzialmente, con i Valentine.
Sui campi di battaglia europei del 1944, il Valentine raramente comparve in prima linea, sostituito dai carri britannici Mk IV Churchill e americani M4 Sherman. Fu utilizzato invece come carro comando o da osservazione, al servizio delle unità di artiglieria semovente.
Uno squadrone di Valentine fu dislocato per la difesa di Gibilterra. Alcuni esemplari parteciparono all'invasione del Madagascar, controllato dalla Francia di Vichy, inseriti in unità di Special Service Tank Squadrons. Un certo numero fu utilizzato in India, a scopi difensivi e per l'addestramento delle truppe. Fu altresì utilizzato dalle truppe neozelandesi nel 1943, sulle Isole Salomone.
Un grande numero di Valentine, fu spedito in Unione Sovietica, fra il 1941 e il 1943. Il Valentine, era apprezzato dai sovietici per la sua semplicità e affidabilità. Il principale problema, oltre alla scarsa potenza del cannone 2 libbre, era legato ai cingoli delle prime versioni: la neve, in certe condizioni climatiche, si accumulava nei cingoli, rendendo difficile l'avanzamento del carro. Il modello era talmente apprezzato che la commissione sovietica responsabile per l'acquisto di materiale bellico, nell'agosto 1942, scrisse al governo britannico richiedendo un maggiore invio di carri Valentine. Complessivamente furono spediti in URSS 2690 esemplari, in tutte le versioni tranne la Mk. I. Di questi, 1300 veicoli erano di produzione britannica e 1390 di produzione canadese. Quasi tutta la produzione del paese nordamericano fu venduta all'Unione Sovietica; solamente 30 esemplari furono trattenuti per l'addestramento delle truppe.

## Tecnica
Il Valentine fu uno dei veicoli protagonisti della campagna del Nord Africa. In questo teatro di guerra si dimostrò un veicolo estremamente affidabile, in grado di percorrere lunghissime distanze senza gravi problemi meccanici. Il principale problema del Valentine, ad eccezione delle versioni III e V, era la torretta a due posti: questa caratteristica obbligava il capocarro a svolgere anche i compiti di radiofonista o di servente all'arma.
Il cannone 2 libbre, installato sulla maggior parte degli esemplari, aveva uno scarso raggio effettivo; inoltre era privo di proiettili esplosivi dotati di sufficiente potenza. Lo spostamento in elevazione era manuale, tramite appoggio per la spalla. Nel corso della guerra questo cannone di modesta potenza divenne presto insufficiente. La torretta di ridotte dimensioni, tuttavia, ostacolava l'installazione di cannoni di maggiore potenza. Versioni del veicolo dotate di cannoni 6 libbre o Ordnance QF 75 mm furono sviluppate successivamente, al costo, però, di riprogettare l'intera torretta.
Lo scafo del Valentine era di semplice costruzione. Le fiancate erano costituite da due piastre per lato, mentre altre due piastre di dimensioni maggiori creavano il fondo e la parte superiore del carro. Due ulteriori piastre chiudevano il muso del veicolo e il retro. Le piastre erano unite fra loro tramite rivettatura. All'interno dello scafo erano presenti tre paratoie trasversali: una anteriore (in questa paratoia era ricavata la finestrella per il pilota), una subito dietro la posizione del pilota e una tra il compartimento da combattimento e il compartimento del motore.
La torretta era costituita da piastre rivettate. La rotazione della torretta era azionata da un meccanismo elettrico; tramite una leva all'interno del carro era possibile modulare la velocità di rotazione. In caso di emergenza era disponibile il classico sistema di rotazione manuale. Nel retro della torretta era installata la radio: nei primi modelli un wireless set N°11, mentre nei modelli di tarda produzione un wireless set N°19.
Il pilota era ospitato nel compartimento anteriore dello scafo, separato dal compartimento di combattimento. La posizione di guida era centrale. Il pilota manovrava i due cingoli tramite due leve, - una per ogni cingolo - una alla sua sinistra e una alla sua destra; ogni leva comandava, tramite un cavo che scorrevano lungo tutto il veicolo, il freno o la frizione di pertinenza. Quando la leva veniva spinta tutta avanti al cingolo era trasmessa la potenza; se invece veniva spinta tutta indietro, la frizione veniva sollevata ed entrava in azione il freno. La frizione era comandata tramite un pedale, posizionato a sinistra. A destra era posizionato il pedale dell'acceleratore. La leva del cambio era situata alla destra del pilota. Alla sinistra erano posizionati vari comandi, fra cui l'accensione del motore e delle luci, e gli strumenti di navigazione, fra cui il tachimetro e l'indicatore dell'olio. Fra le ginocchia del pilota era posizionata una bussola. Il compartimento di guida era accessibile tramite due portelli, situati superiormente, a sinistra e destra della testa del pilota; una botola di emergenza era situata sotto la seggiola di guida.
Il motore era posizionato nel compartimento posteriore insieme alla trasmissione; queste due componenti erano saldate insieme e formavano una singola unità. Alla sinistra del motore erano posizionati i due serbatoi, in grado di contenere, complessivamente, 36 galloni (163 litri circa).
Le sospensioni erano costituite da due gruppi da tre ruote. Nel gruppo, le due ruote più interne erano di dimensione minore (19.5 pollici - 49,5 cm), mentre la ruota più esterna era di dimensione maggiore (24 pollici - 61 cm). La ruota motrice era disposta posteriormente. Tre rullini di ritorno sostenevano il rinvio del cingolo. I cingoli dei primi esemplari erano costituiti da 73 elementi; successivamente furono introdotti dei cingoli costituiti da 103 elementi.
| Ostacolo verticale | 91 cm |
| Trincea            | 2,3 m |
| Guado              | 91 cm |

## Versioni
Il Valentine fu costruito in 11 diverse versioni, più svariate varianti adattate per scopi speciali.

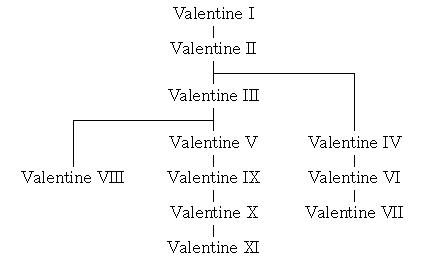
Grafico che illustra lo sviluppo delle diverse versioni di Valentine

Valentine II

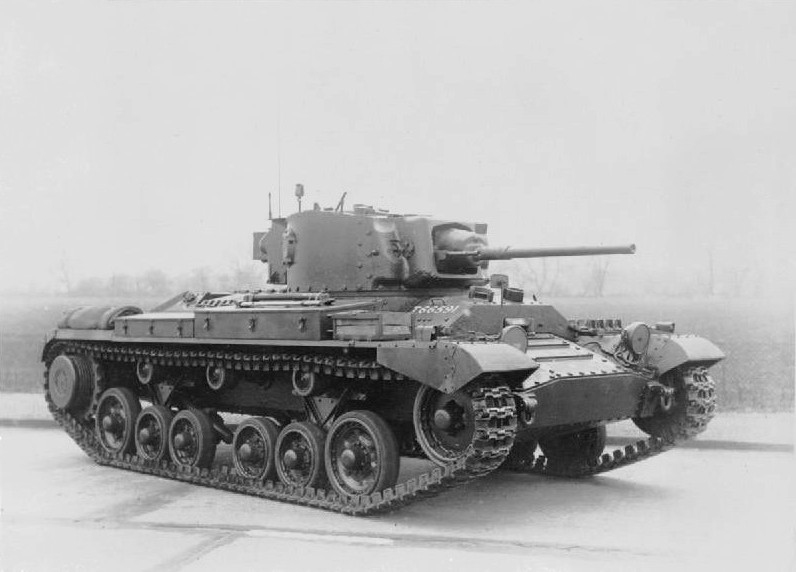
Valentine III

Valentine IX

### Valentine I
Il modello originale assunse il nome di Valentine I a partire dal 1941. Esso era dotato di motore a benzina A.E.C., derivato direttamente dal carro A10. La torretta era a due posti, dotata di cannone 2 libbre e mitragliatrice coassiale Besa.

### Valentine II
Il Valentine II era dotato di motore diesel A.E.C. di tipo commerciale, usato comunemente per altri veicoli stradali. Questo nuovo motore era a 6 cilindri. Il cambio era dotato di 5 marce più una retromarcia.

### Valentine III e V
Il Valentine III fu dotato di una torretta a tre posti. Esternamente essa appariva praticamente identica al modello di torretta precedente, di cui conservava la dimensione dell'anello di inserzione sullo scafo. L'aumento di spazio interno era ottenuto spostando in avanti le piastre frontali, insieme al cannone, e allargando la zona posteriore. Il peso della nuova torretta era superiore di circa 500 kg rispetto a quella del Valentine II. La torretta a tre posti liberava il capocarro dalle mansioni di artigliere o servente, ottimizzando la distribuzione del lavoro all'interno del mezzo.
Il Valentine V era identico al III, ma dotato di motore diesel GMC.

### Valentine IV
Il Valentine IV era simile al II, di cui conservava la torretta a due posti, ma era spinto da un motore americano GMC diesel. Questo motore 6 cilindri da 130 hp si guadagnò presto una buona reputazione, per la sua ridotta rumorosità e la buona affidabilità. Esso era montato in un unico blocco insieme alla frizione ed era dotato di 5 marce più una retromarcia. Il raffreddamento era garantito da 6 ventole disposte nella parte posteriore dello scafo; l'aria veniva immessa nel compartimento del motore, spinta attraverso il radiatore ed espulsa tramite delle aperture situate sopra il cambio.

### Valentine VI e VII
I Valentine VI e VII erano le versioni di produzione canadese. Svariati accorgimenti furono apportati per adeguare gli standard di produzione dal tipo britannico al tipo nordamericano, migliorando semplicità e velocità di produzione. Per le feritoie di ventilazione corazzate del motore e il muso del veicolo fu adottata la tecnologia della fusione. Entrambe le versioni erano dotate di torretta a due posti ed utilizzavano il motore GMC. Dopo i primi 15 veicoli prodotti, la mitragliatrice Besa inglese fu sostituita dalla Browning.30 statunitense. Nella versione VII il set radio No. 19 fu sostituito dal No.11. Una sottovariante, denominata VIIa, era dotata di ulteriori modifiche: un serbatoio aggiuntivo, un sistema di raffreddamento dell'olio, cingoli modificati e fari per gli spostamenti in convoglio.

### Valentine VIII e IX
Queste due versioni erano caratterizzate da una torretta a due posti, riprogettata per ospitare un cannone 6 libbre. Il principale difetto di questi modelli era l'assenza di una mitragliatrice coassiale. Il Valentine VIII era dotato di un nuovo motore A.E.C; il Valentine IX era invece dotato di nuovi motori della GMC, inizialmente da 130 hp e in seguito da 165 hp.

### Valentine X
Questa versione aveva una torretta nuovamente riprogettata, sempre a due posti, ma capace di ospitare sia il cannone 6 libbre sia una mitragliatrice coassiale. Il motore era il GMC da 165 hp.

### Valentine XI
L'ultima versione era dotata di cannone 75 mm e mitragliatrice coassiale, entrambi ospitati in una torretta a due posti. Il motore era ancora il GMC da 165 hp. Il muso costituito da piastre unite per rivettatura fu sostituito da uno ottenuto per fusione, come già previsto nelle versioni canadesi VI e VII.

## Varianti

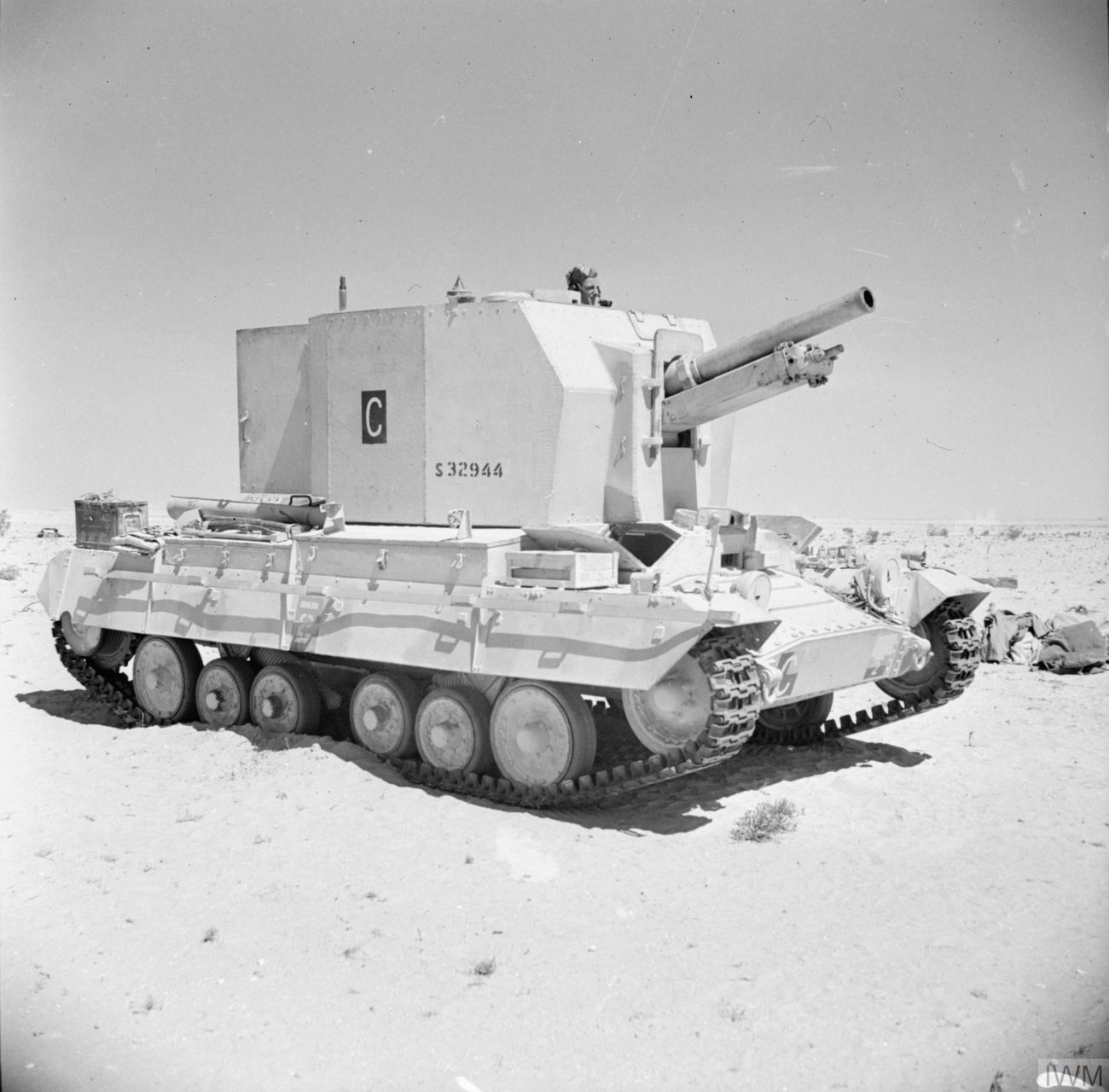
Semovente d'artiglieria Bishop

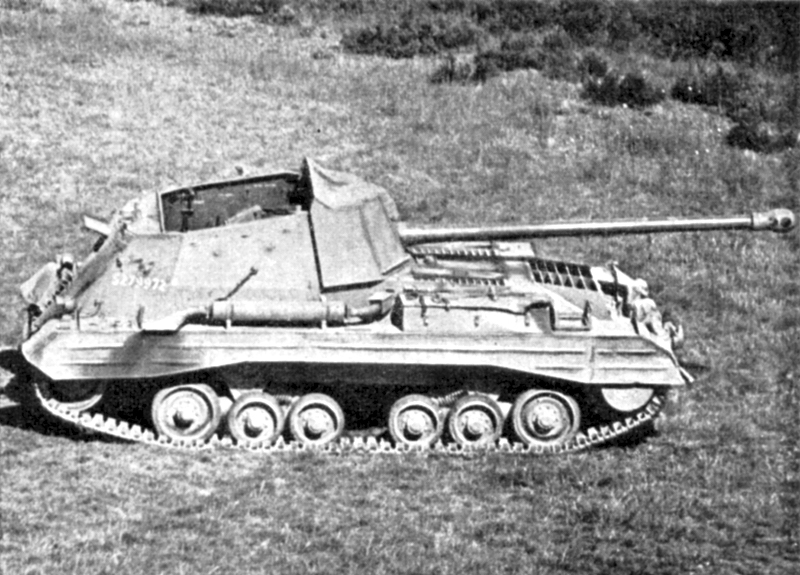
Cacciacarri Archer

### Self Propelled 6 pdr., Valentine
Il S.P. 6 pdr., Valentine era un veicolo cacciacarri basato sullo scafo del Valentine. La torretta era sostituita da una sovrastruttura in grado di ospitare un cannone 6 libbre. Questa versione rimase allo stadio sperimentale: lo sviluppo fu interrotto poiché dal Valentine VIII in poi la medesima arma fu montata in torretta.

### Bishop
Il Carrier, Valentine, 25 pdr gun, Mk. I, altrimenti conosciuto come Bishop, era un semovente d'artiglieria sviluppato a partire dallo scafo del Valentine II. La torretta originale era sostituita da una grande sovrastruttura in grado di ospitare il cannone 25 libbre. Fu prodotto nel 1942 in 100 esemplari. Fu utilizzato in Nord Africa e in Sicilia.

### Archer
Il Self Propelled 17 pdr., Valentine, meglio conosciuto con il nome di Archer, era un veicolo cacciacarri basato sullo scafo del Valentine. La torretta era rimossa e sostituita da una sovrastruttura in grado di ospitare un cannone 17 libbre, orientato verso la parte posteriore del mezzo. Fu sviluppato a partire dal 1943 e prodotto in 665 unità. Fu utilizzato in Italia e sul fronte occidentale.

### Close support
Questa versione fu sviluppata per la 3ª Divisione Neozelandese, operante nel teatro del Pacifico, a partire dal Valentine III. Per il ruolo di supporto ravvicinato alla fanteria era necessaria un'arma più potente rispetto al 2 libbre del Valentine III; il cannone fu quindi sostituito con un mortaio da 3 pollici. Contemporaneamente, si risistemò la strumentazione di tiro al servizio della nuova arma e si reimpostò la stiva di munizioni per adattarla alle nuove munizioni (21 HE e 14 fumogeni ). Nove Valentine III furono trasformati; nel 1955 alcuni di questi erano ancora in servizio nell'Esercito Neozelandese.

## Versioni speciali

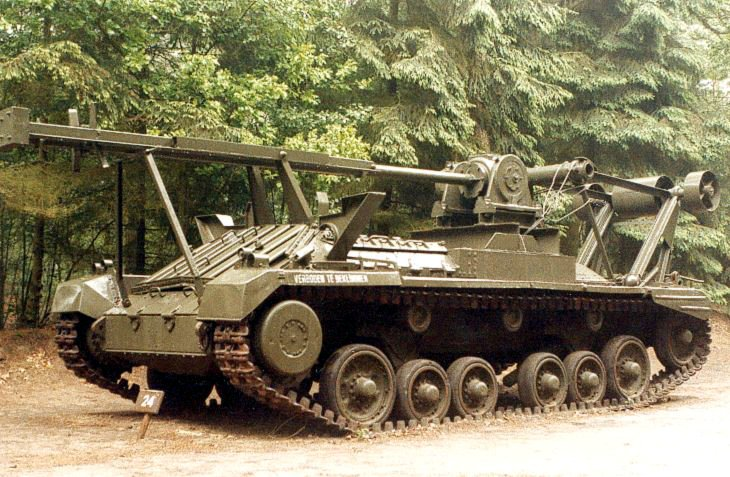
Valentine gettaponte; in questa foto il ponte è assente, ma è ben visibile il meccanismo che ne permetteva la posa

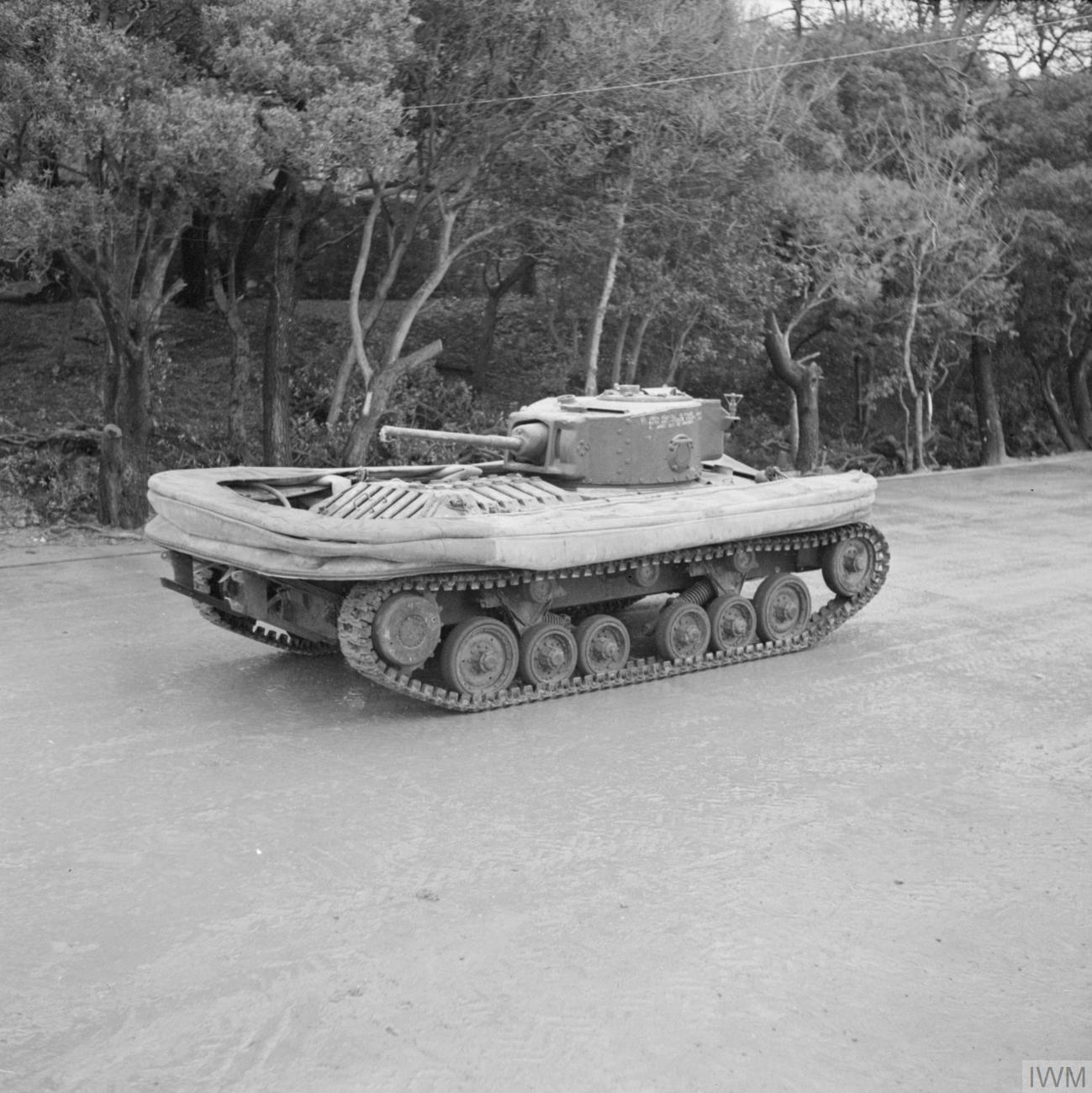
Valentine dotato del sistema Duplex Drive. Il telone è abbassato. 1944

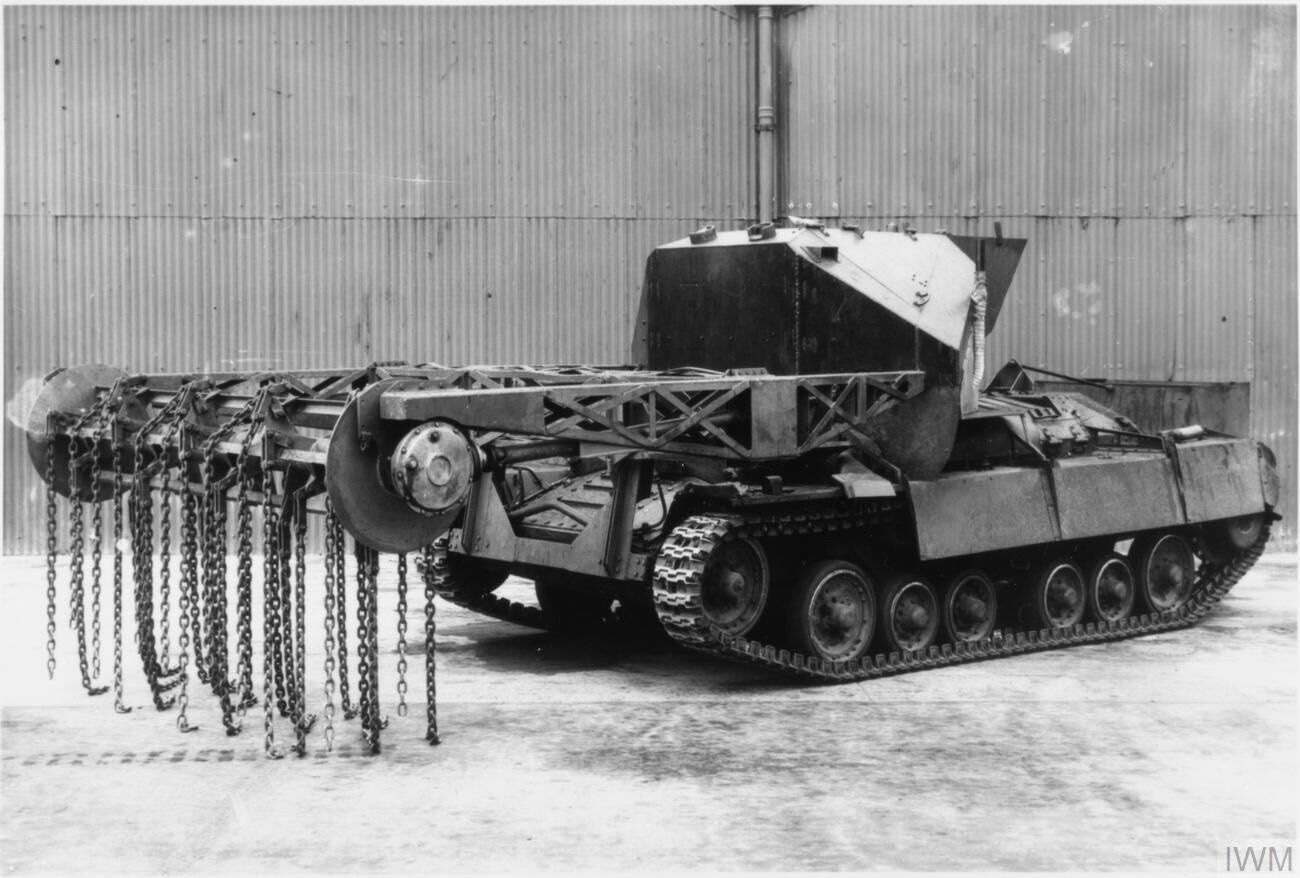
Valentine dotato di sistema di sminamento Scorpion

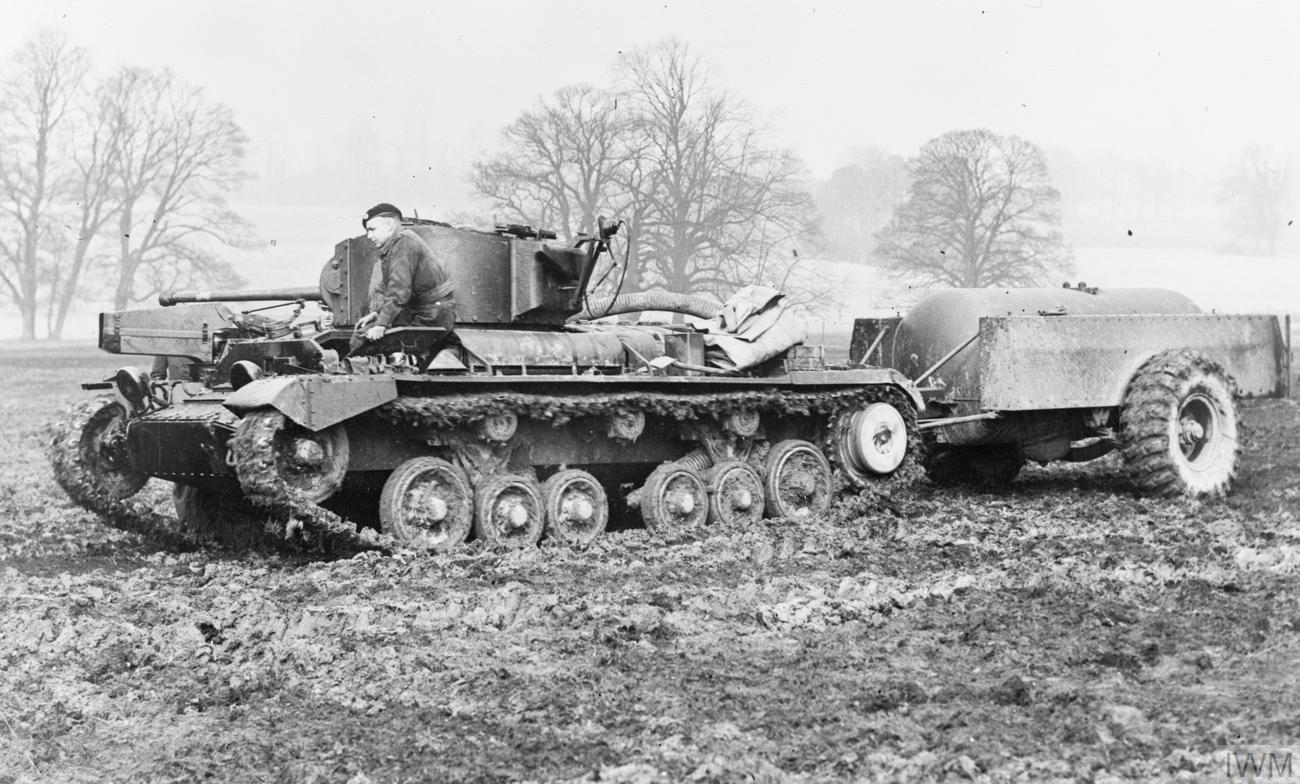
Valentine dotato di lanciafiamme ad idrogeno compresso

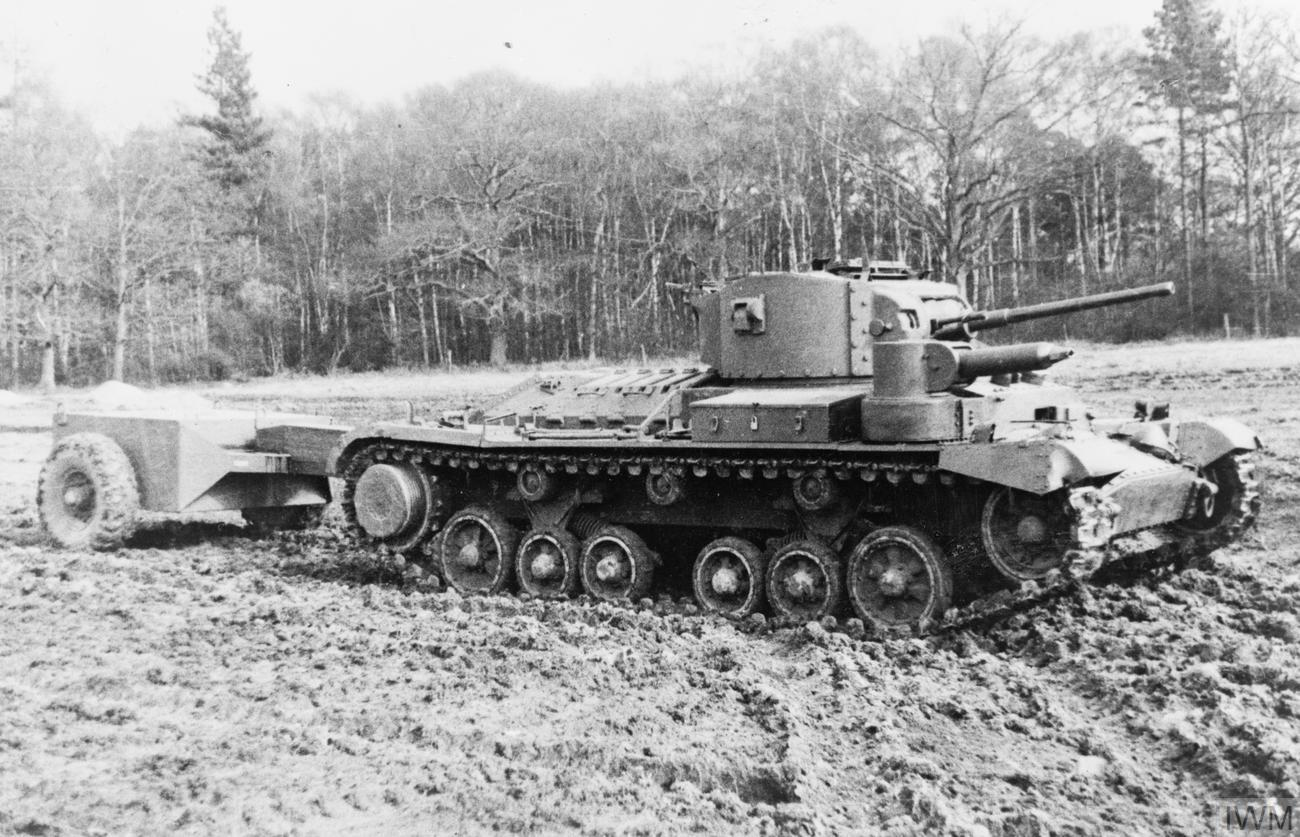
Valentine dotato di lanciafiamme a cordite

Valentine dotato di sistema di sminamento AMRA

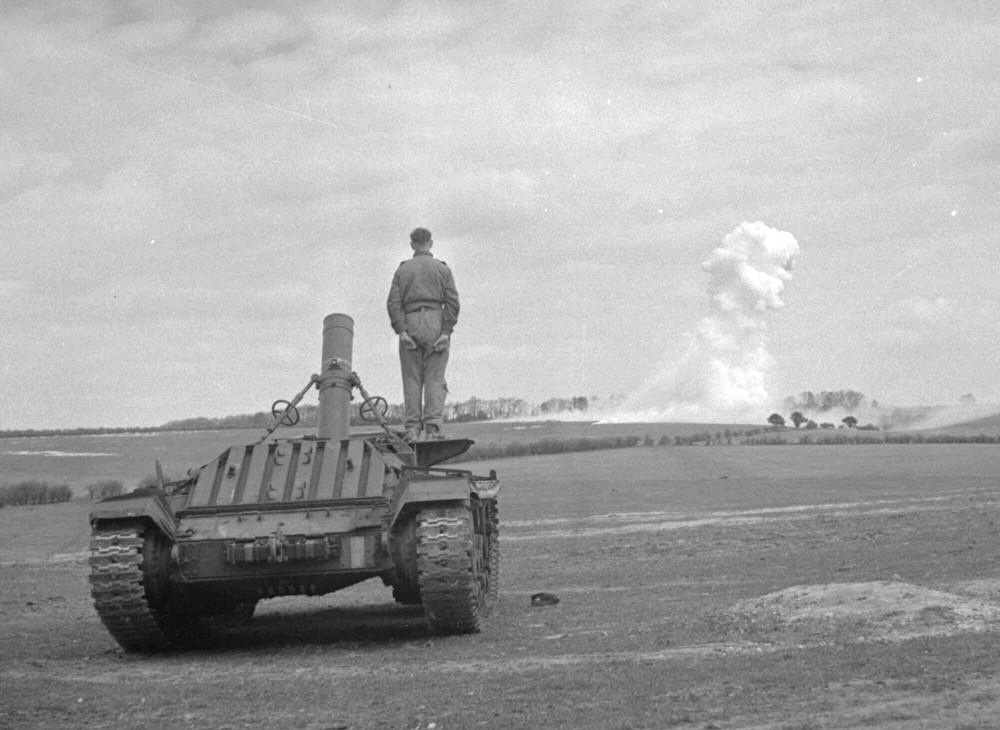
Valentine con mortaio durante l'esecuzioni di alcuni test

### Gettaponte
Versione adattata come veicolo gettaponte. Ogni brigata corazzata aveva in dotazione 6 di questi veicoli. Il ponte era normalmente portato richiuso al di sopra del carro; quando veniva esteso raggiungeva la lunghezza di 10 metri circa e poteva portare fino a 30 tonnellate. Questo modello operò sul fronte italiano e sul fronte occidentale.

### Rampa
Questa versione speciale fu costruita per la guerra in Estremo Oriente. Il modello era privo di torretta; al di sopra dello scafo era installato un ponte inclinato, dotato di rampe mobili incardinate alle estremità. Lo scopo di questo mezzo era creare delle rampe per il passaggio di altri mezzi corazzati o motorizzati attraverso ostacoli altrimenti insuperabili. La fine della guerra arrivò prima che questo veicolo potesse essere mai utilizzato in combattimento.

### Valentine DD
I primi esemplari prodotti in serie di carro armato Duplex Drive furono dei Valentine, modificati a partire dalle versioni V, IX e XI. Il sistema Duplex Drive fu inventato da Nicholas Straussler e permetteva di trasformare dei normali carri armati in veicoli anfibi. Il sistema si basava su due modifiche fondamentali: la prima era l'installazione di un'elica nella parte posteriore del carro, per l'avanzamento nell'acqua. La seconda era un telone, installato sui parafanghi e sollevabile tutto attorno al carro. Sia il telone che la giunzione con lo scafo erano impermeabili. Lo scopo del telone era permettere un certo affondamento del carro nell'acqua, fino a raggiungere il punto di galleggiamento. Il telone si sollevava grazie ad un sistema ad aria compressa e poteva essere abbassato rapidamente. Una volta che il telone era abbassato il carro poteva combattere normalmente. Queste modifiche furono applicate a 625 Valentine, dalle fabbriche Metropolitan-Cammell Carriage and Wagon; il primo Valentine DD fu consegnato nel marzo 1943 e l'ultimo verso la fine del 1944. Il Valentine DD fu utilizzato perlopiù per l'addestramento delle truppe, nel Regno Unito, in Italia e in India. Operativamente fu utilizzato solo un piccolo numero di esemplari, sul fronte italiano.

### Lanciafiamme
Il Valentine fu utilizzato come base per testare due diversi prototipi di lanciafiamme. La prima versione fu sviluppata dalla A.E.C, in collaborazione con il Petroleum Warfare Department; questo modello prevedeva l'uso di idrogeno compresso per proiettare il liquido infiammabile. Da questo sistema fu derivato il lanciafiamme installato sul Churchill Crocodile.
Una seconda versione fu sviluppata dal Ministry of Supply e prevedeva l'utilizzo di cordite. Entrambi i sistemi utilizzavano un serbatoio ausiliario a rimorchio per ospitare il liquido infiammabile.

### Sminamento
Il Valentine fu utilizzato come banco di prova per vari sistemi di sminamento. Il più importante fra questi fu lo Scorpion Mk. III: il sistema prevedeva un rullo rotante dotato di flagelli, mantenuto ad una certa altezza davanti al carro grazie a due bracci. Furono prodotti 150 di questi veicoli, a partire da Valentine II e III. Per installare questo meccanismo era necessario rimuovere la torretta: al suo posto veniva posta una sovrastruttura corazzata, contenente due motori Ford V8 per l'azionamento dello Scorpion. Nella sovrastruttura trovava spazio anche il capocarro e l'operatore dello Scorpion. Questi veicoli furono utilizzati per l'addestramento degli equipaggi, poi forniti dei più moderni Sherman Crabs (Sherman dotati di sistema Scorpion).
Un altro sistema di sminamento utilizzato sul Valentine fu l'Anti-Mine Roller Attachment Mk IB (AMRA), composto da rulli borchiati spinti dinnanzi al carro. Questo sistema fu adoperato da alcuni Valentine in Medio Oriente. Infine, rimasto solo allo stadio sperimentale, un altro equipaggiamento prevedeva l'utilizzo di una sorta di rastrello installato davanti al veicolo.

### Mortaio
Questa versione rimase solo allo stadio sperimentale. Prevedeva la rimozione della torretta e l'installazione di un mortaio da 24,8 cm, in grado di lanciare granate incendiarie.

## Curiosità
Per spiegare il nome "Valentine" sono state proposte varie interpretazioni. La più popolare afferma che il progetto del modello fu presentato al War Office il giorno di san Valentino, il 14 febbraio 1938, anche se altre fonti sostengono che il progetto fu presentato il 10 febbraio. Un'altra versione sostiene che il nome fu scelto in onore di Sir John Valentine Carden, l'uomo che guidò lo sviluppo di molti veicoli della Vickers, morto tre anni prima. Una terza possibilità vede in "Valentine" l'acronimo di Vickers-Armstrong Ltd. Elswick & (Newcastle-upon) Tyne. Infine, alcune fonti affermano che il nome era solamente un codice identificativo utilizzato dalla Vickers, senza particolare significati..